# Ba Hàng
Ba Hàng est une ville de la province de Thái Nguyên dans la région du Nord-est du Viêt Nam. 

## Géographie
La superficie de la ville est de 4,34 km2. 